# پولاد (سردار کیقباد)
پولاد در شاهنامه نام یک دلاور ایرانی است که پس از پیروزی بر تورانیان، از کیقباد پاداش شایسته‌ای دریافت کرد.
فردوسی در بیتی از شاهنامه، از پولاد، چنین یاد کرده‌است:
| همان قارن گرد و کشواد را |  | چو خُرّاد و بُرزین و پولاد را |